# التبر (رواية)
رواية التبر للروائي العالمي إبراهيم الكوني، هي الرواية العربية الوحيدة التي يحظى فيها حيوان أعجم «المهري الأبلق» بكونه بطل رئيسي لا يقل تأثيره على مسار الأحداث عن شخصيات الرواية الأخرى، وقد فازت الرواية بجائزة اللجنة اليابانية للترجمة عام 1997م.

## أحداث الرواية
تركز رواية التبر على موضوعين أثيرين لدى إبراهيم الكوني: الخطيئة والحرية، وإن كانا لا يستغرقانها. والخطيئة هنا تتجاوز المعنى الجنسي المباشر لعلاقة الذكر بالأنثى، إنها أقرب إلى المعنى الصوفي حيث الخطيئة هي ارتهان قلب الإنسان لعلائق الدنيا كافة: الأب، الزوجة، الولد، الصديق، الزعامة والمال... إلخ.
وإذا كان «المهري الأبلق» قد وقع مريضا، وفقد بهاءه نتيجة عملية جماع، وكان لابد لشفائه، واستعادته لبهائه وطهارته من التكفير عن الخطيئة عبر إخصائه، فإن «أوخيد» الملعون من أبيه وطريد القبيلة بسبب انجذابه إلى المرأة، والذي حنث بوعده من أجلها، والذي استسلم لإغراء التبر (الشَرَك الأكبر وأسُّ الشر وسبب الصراع بين البشر) على يدي خصمه وعاشق زوجته «دودو» مالك التبر، كان لابد لطهارته وامتلاك حريته وانعتاقه من العبودية ليس فقط اعتزاله الناس وطلاق زوجته وقتل عاشقها «دودو» والتخلي عن الولد والتبر والقبيلة، وإنما أيضا التضحية بنفسه وقبوله مستسلما تقطيع أوصال بدنه من قبل أعدائه محققا بذلك وصية «الشيخ موسى»: ((لا تودع قلبك في مكان غير السماء)).
أخيرا لعل رواية التبر هي الرواية العربية الوحيدة التي يحظى فيها حيوان أعجم «المهري الأبلق» كونه بطل رئيسي لا يقل تأثيره على مسار الأحداث عن شخصيات الرواية الأخرى، وفي هذا تحد لقدرات المبدع الروائي لا يخفى على القارئ.

## الترجمة الإنجليزية
ترجم الرواية إلى الإنجليزية المترجم والأكاديمي الأمريكي إليوت كولا.